# Иксион (Коринт)
Вижте пояснителната страница за други значения на Иксион.
Иксион (на старогръцки: Ἰξίων, Ixion) в гръцката митология е цар на Коринт през 1036/1035 – 998/997 пр.н.е., вторият от династията на Хераклидите.
Той е дориец, син на Алет и потомък на Херакъл.
Според Евсевий Кесарийски той наследява баща си на трона на Коринт и управлява 37 години.
Той е баща на Агел I, който го наследява на трона.